# Новоандрієвка (Сладковський район)
Новоандрі́євка (рос. Новоандреевка) — присілок у складі Сладковського району Тюменської області, Росія.
Населення — 680 осіб (2010, 748 у 2002).
Національний склад станом на 2002 рік:
- росіяни — 89 %